# Ejido Sonora
Ejido Sonora är en ort i Mexiko.   Den ligger i kommunen Tepatlaxco och delstaten Veracruz, i den sydöstra delen av landet, 240 km öster om huvudstaden Mexico City. Ejido Sonora ligger 867 meter över havet och antalet invånare är 158.
Terrängen runt Ejido Sonora är huvudsakligen kuperad, men söderut är den bergig. Runt Ejido Sonora är det ganska tätbefolkat, med 139 invånare per kvadratkilometer. Närmaste större samhälle är Huatusco de Chicuellar, 13,9 km nordväst om Ejido Sonora. I omgivningarna runt Ejido Sonora växer i huvudsak städsegrön lövskog.